# Science fantasy
Pour le magazine, voir Science Fantasy.
 (avril 2015).
Si vous disposez d'ouvrages ou d'articles de référence ou si vous connaissez des sites web de qualité traitant du thème abordé ici, merci de compléter l'article en donnant les références utiles à sa vérifiabilité et en les liant à la section « Notes et références ».

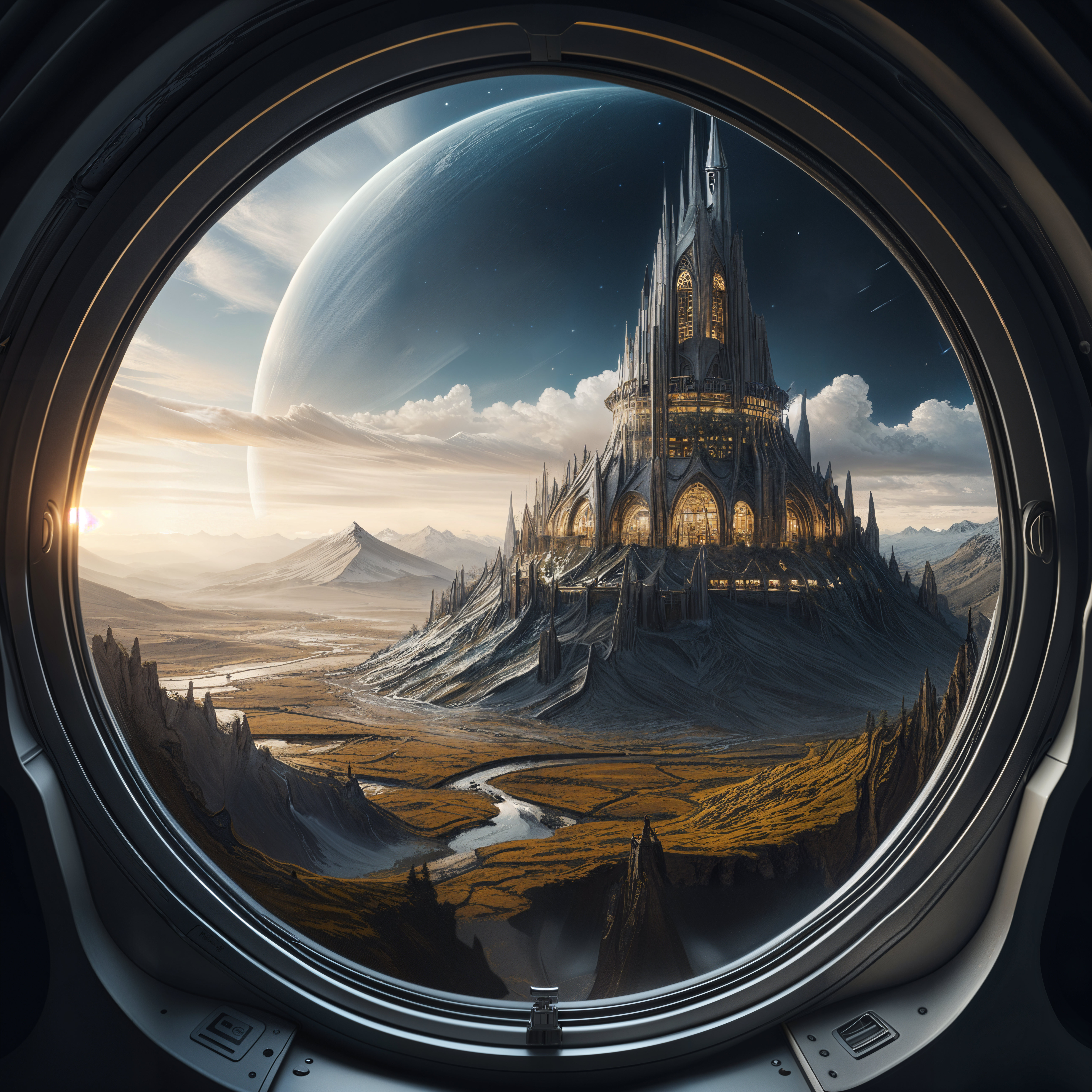
Image créée par Intelligence Artificielle d'une cité hybride entre Science-Fiction et Fantasy

La science fantasy est un genre artistique hybride qui combine simultanément des éléments de la science-fiction et de  la fantasy. Elle intègre souvent des éléments de technologie moderne dans un univers médiéval ou antique, ou au contraire, des éléments merveilleux propres à la fantasy dans un univers futuriste de science-fiction.
Le terme constitue toutefois un oxymore délibéré, et sa pertinence est contestée par certains auteurs.

## Définition
La plupart des œuvres de science fantasy sont le plus souvent classées strictement comme de la science fiction, alors qu'une partie se rapproche plus de la fantasy.

## Genèse et historique
La science fantasy apparait au début du XXe siècle avec Edgar Rice Burroughs et son Cycle de Mars (1912). Elle se développe vers la fin des années 1950 et les années 1960.

## Auteurs
En France, le label a été introduit par l'éditeur Presses Pocket pour caractériser les ouvrages d'Anne McCaffrey.
Il a également été utilisé par l'éditeur Nestiveqnen, en particulier pour les romans de Nicolas Cluzeau.

## Sélection d'œuvres
Les œuvres de la liste ci-dessous sont représentatives de la science fantasy et ont marqué son histoire. Ces œuvres sont celles mentionnées dans les articles et catalogues,, utilisés comme références dans le cadre de cet article.

### Littérature
- 1877 – Hector Servadac[2], de Jules Verne
- 1912 – Le Cycle de Mars[1],[2],[3], de Edgar Rice Burroughs
- 1939 – Almuric[2], de Robert E. Howard
- 1950 – Le cycle de La Terre mourante[3] (4 livres), de Jack Vance
- 1952 – La Nuit du jugement[3], de Catherine Lucille Moore
- 1953 – Le Livre de Mars[3] (4 livres), de Leigh Brackett
- 1959 – La série Beast Master (en)[2] (5 livres), de Andre Norton
- 1960 – Le cycle Monde de la mort[3] (4 livres), de Harry Harrison
- 1962 – La Romance de Ténébreuse[3] (22 livres), de Marion Zimmer Bradley
- 1963 – Route de la gloire[3], de Robert A. Heinlein
- 1964 – Il est difficile d'être un dieu, d'Arcadi et Boris Strougatski[1]
- 1965 – Le Cycle de Dune[1],[2] (7 livres), de Frank Herbert
- 1965 – La Saga des Hommes-Dieux[3] (7 livres), de Philip José Farmer
- 1966 – Le Monde de Rocannon[3] et d'autres romans du Cycle de Hain[3], d'Ursula K. Le Guin
- 1966 – Un monde d'azur[3], de Jack Vance
- 1967 – Seigneur de lumière[3], de Roger Zelazny
- 1968 – La Ballade de Pern[3] (18 livres), d'Anne McCaffrey
- 1969 – Le cycle de Gandahar[3] (6 livres), de Jean-Pierre Andrevon
- 1971 – Le Maître des ombres[3], de Roger Zelazny
- 1974 – Le Cycle de Skaith[1] (3 livres), de Leigh Brackett
- 1977 – L'Agonie de la lumière[3], de George R. R. Martin
- 1979 – La Trilogie de Gaïa[1], de John Varley
- 1980 – Le Signe des locustes[1], de M. John Harrison
- 1980 – Le Cycle de Majipoor[3] (8 livres), de Robert Silverberg
- 1980 – Le Livre du second soleil de Teur[1] (5 livres), de Gene Wolfe
- 1980 – Le cycle de L'Adepte bleu[1] (7 livres), de Piers Anthony
- 1980 – La Reine des neiges[3], de Joan D. Vinge
- 1981 – La Saga des exilés[3] (4 livres), de Julian May
- 1982 – Le cycle du Chant de la Terre[3] (5 livres), de Michael Coney
- 1983 – Le cycle Books of Swords (en)[1] (11 livres), de Fred Saberhagen
- 1984 – Le Cycle de Lanmeur[3] (7 livres), de Christian Léourier
- 1986 – Le cycle de l'Appel de Mordant[3] (3 livres), de Stephen R. Donaldson
- 1993 – Le Livre du long soleil[3] (4 livres), de Gene Wolfe
- 1994 – La Porte de Bronze[3], de Bernard Simonay
- 1996 – La série Jake Bird[3] (2 livres), de Mark Sumner
- 1997 – Le Cycle Physiognomy[3] (3 livres), de Jeffrey Ford
- 2000 – Perdido Street Station[1], de China Miéville
- 2002 – Le cycle de Bobby Pendragon[2] (10 livres), de D. J. MacHale
- 2003 – Le cycle Ilium/Olympos[3] (2 livres), de Dan Simmons
- 2003 – La série Faerie Hackers[3] (2 livres), de Johan Heliot
- 2004 – La Horde du Contrevent , d'Alain Damasio
- 2005 – Chronique des dragons oubliés[3], de Jacques Sadoul

### Bande dessinée et mangas
- 1934 – Flash Gordon[1]
- 1977 – Thorgal[2]
- 1977 – La Trilogie Nikopol[2], de Enki Bilal
- 1982 – Nausicaä de la vallée du vent[1], manga d'Hayao Miyazaki
- 1982 – Dreadstar[1], publié par Epic Comics
- 1982 – Camelot 3000[1], publié par DC Comics
- 1982 – Vermillion (en)[1], écrit par Lucius Shepard
- 1984 – Timespirits (en)[2], publié par Epic Comics
- 1991 – Orion[2]
- 2000 – Les Chroniques de l'Antiquité galactique[2], écrites par Valérie Mangin
- 2001 – Fullmetal Alchemist[2]
- 2001 – Anachron[2]
- 2012 – Saga[1]

### Films et téléfilms
- 1969 – Gandahar de René Laloux, adapté du cycle de Gandahar[3] de Jean-Pierre Andrevon
- 1977 – Les Sorciers de la guerre[1],[2]
- à partir de 1977 – La saga et l'univers de Star Wars[1],[2],[3]
- 1980 – Flash Gordon[1]
- 1981 – Métal hurlant[1]
- 1982 – Dark Crystal
- 1982 – Brisby et le Secret de NIMH[1]
- 1983 – Metalstorm : La Tempête d'acier[1]
- 1983 – Rock and Rule[1]
- 1983 – Krull[1]
- 1984 – Le Maître du jeu (en)[1]
- 1984 – Dune[1],[2]
- 1984 – Nausicaä de la vallée du vent[1]
- 1988 – Kosuke and Rikimaru[2]
- 1991 – Highlander, le retour[2]
- 1995 – La Cité des enfants perdus[1]
- 2002 – Le Règne du feu[1]
- 2004 – Immortel, ad vitam[2]
- 2008 – Outlander, le dernier Viking[2]
- 2012 – John Carter[1],[2]
- 2012 – Avengers[1]
- 2013 – Il est difficile d'être un dieu[1]
- 2017 – La Tour sombre[2]
- à partir de 2021 – Le cycle et l'univers de Dune

### Séries télévisées
- 1980 – Arok le barbare[1]
- 1981 – Blackstar[1]
- 1981 – Ulysse 31[2]
- 1982 – Les Mystérieuses Cités d'or[2]
- 1983 – Les Maîtres de l'univers[1],[2]
- 1985 – She-Ra, la princesse du pouvoir[1],[2]
- 1985 – Cosmocats[1],[2]
- 2003 – Fullmetal Alchemist[2]
- 2005 – Skyland[2]
- 2006 – H20
- à partir de 2016 – Stranger Things
- 2018 - She-Ra et les Princesses au pouvoir
- 2021 – Arcane

### Jeux
- 1978 – Gamma World (en)[1], un jeu de rôle publié par TSR ;
- 1980 – Expedition to the Barrier Peaks[1], un module pour le jeu de rôle Donjons et Dragons ;
- 1987 – Warhammer 40,000[1] ;
- 1989 – Spelljammer[1], un décor de campagne pour le jeu de rôle Advanced Dungeons & Dragons ;
- 1998 – Xenogears
- 2010 – Xenoblade Chronicles
- 2015 – Xenoblade Chronicles X
- 2019 – Anthem[4]